# Cylindromyia gemma
Cylindromyia gemma är en tvåvingeart som först beskrevs av Richter 1972.  Cylindromyia gemma ingår i släktet Cylindromyia och familjen parasitflugor. Inga underarter finns listade i Catalogue of Life.